# Nicolaiskolan, Helsingborg
För andra skolor med samma namn, se Nicolaiskolan

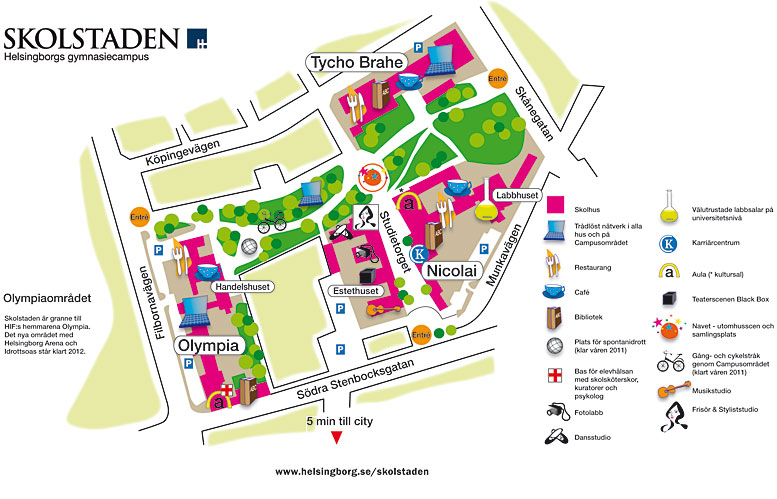
Karta med Nicolaiskolans nuvarande placering.

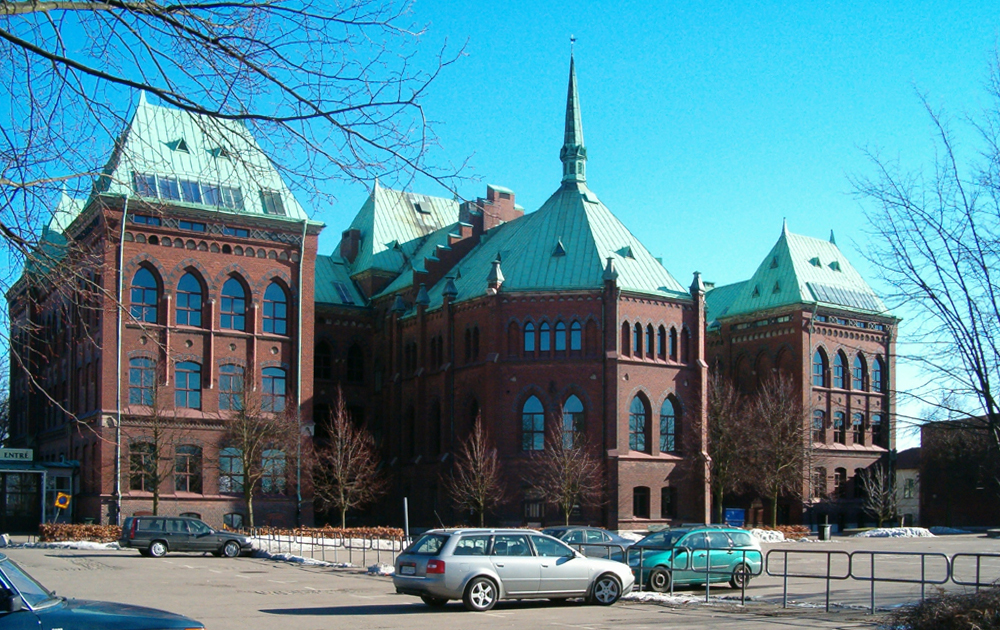
Nicolaiskolans tidigare huvudbyggnad vid Bergaliden i Helsingborg.

Nicolaiskolan är en gymnasieskola i Helsingborg som numera är belägen i Clemensskolans gamla lokaler nära Olympiaskolan och Tycho Braheskolan. 
Skolan fick sitt nuvarande namn 1964. Det nya namnet anspelade på Sankt Nicolai kloster, ett katolskt munkkloster som legat på samma plats vid landborgens krön fram till 1556, men rivits i efterdyningarna av den danska reformationen 1536. 
Skolans ursprung är Hälsingborgs högre allmänna läroverk för gossar vars skolbyggnad Gossläroverket användes till 2005.

## Band med Handelshögskolan i Stockholm

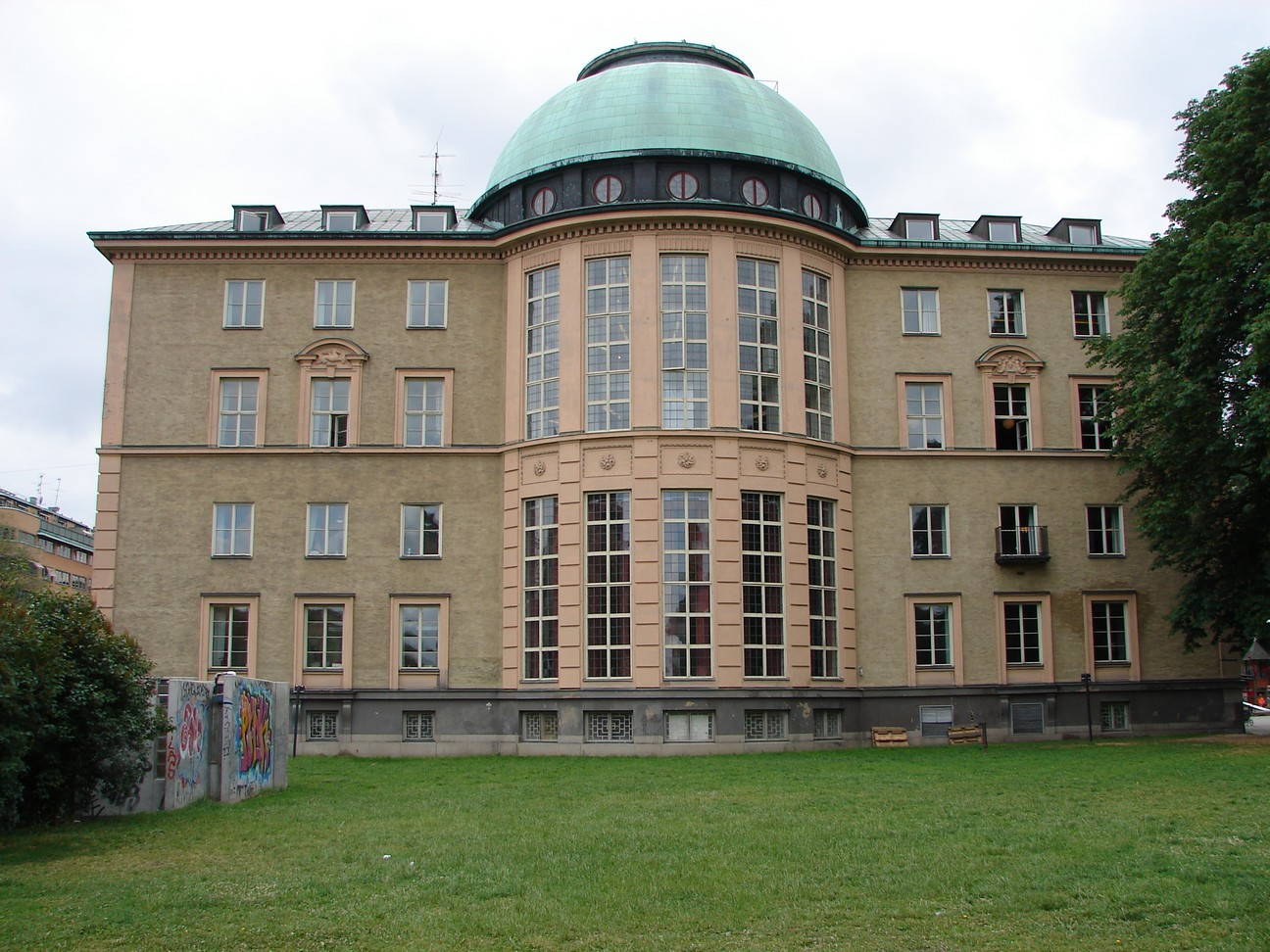
Handelshögskolan i Stockholms huvudbyggnad på Sveavägen 65.

Två av Sveriges moderna ekonomiska historias giganter, Ruben Rausing, grundare av koncernen Tetra Pak som efterlämnat en av världens största förmögenheter, och Bertil Ohlin, partiordförande för Folkpartiet 1944-1967 och mottagare av Sveriges Riksbanks pris i ekonomisk vetenskap till Alfred Nobels minne 1977, bedrev samtidigt gymnasiestudier vid Gossläroverket, lärde känna varandra och grundade en livslång vänskap där. Båda två fortsatte senare sina studier vid Handelshögskolan i Stockholm, där Ohlin även blev professor och grundade den så kallade Stockholmsskolan, en inriktning inom nationalekonomi som kom att ha betydelse för Sveriges och även andra länders ekonomiska politik under flera decennier. Nämnas bör även att en av Handelshögskolans i Stockholm Studentkårs första kvinnliga ordförande, Cecilia Petterson, har studentexamen från Nicolaiskolan.

## Kända alumner

### Ekonomer och företagsledare
- Henry Dunker, industrialist och filantrop, grundare av Henry och Gerda Dunkers donationsfond
- Bertil Ohlin, ekonom, partiordförande för Folkpartiet 1944-1967, professor vid Handelshögskolan i Stockholm, grundare av Stockholmsskolan, mottagare av Sveriges Riksbanks pris i ekonomisk vetenskap till Alfred Nobels minne
- Ruben Rausing, företagare, grundare av Tetra Pak, ledamot av Ingenjörsvetenskapsakademien, teknologie hedersdoktor vid Kungliga tekniska högskolan

### Kulturpersonligheter
- Hans Alfredson, komiker, regissör och författare
- Jan Gehlin, författare
- Bob Hansson, poet
- Maja Ivarsson, sångerska i The Sounds
- Felix Rodriguez, gitarrist/låtskrivare i The Sounds
- Gabriel Jönsson, författare och poet
- Thomas Nordegren, journalist och programledare
- Hans Pålsson, pianist
- Stellan Skarsgård, skådespelare

### Idrottsmän
- Anders Linderoth, fotbollsspelare och tränare
- Hans Selander, fotbollsspelare

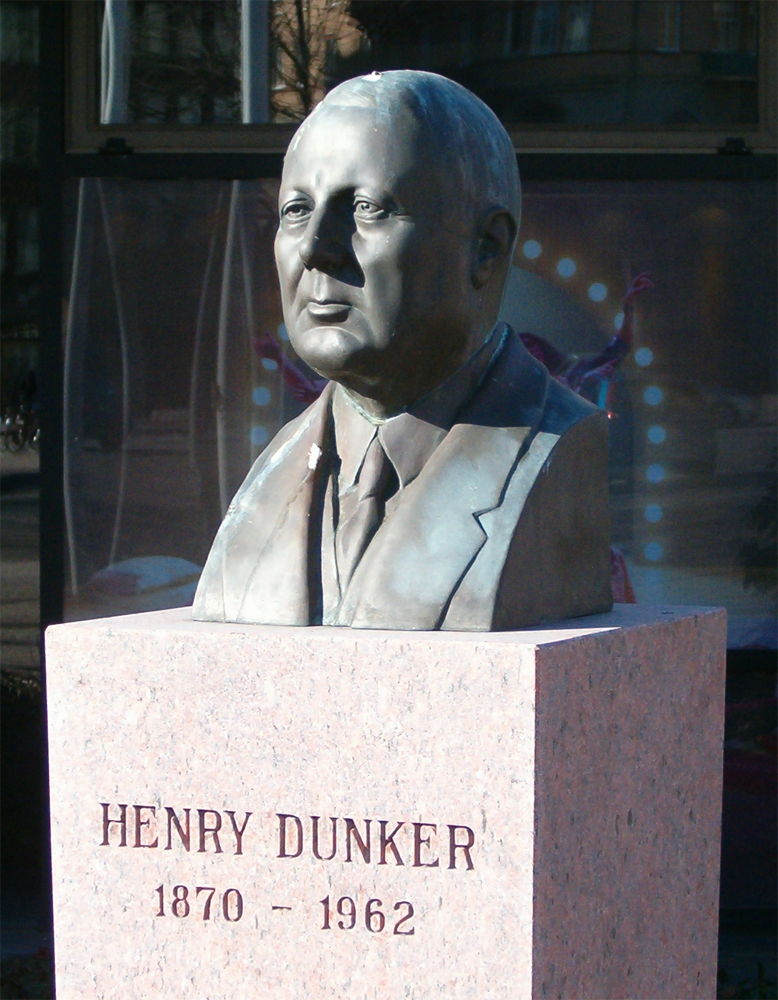
Henry Dunker (1870-1962), industrialist och filantrop.
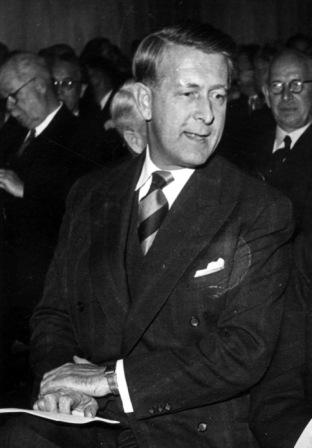
Bertil Ohlin, professor i nationalekonomi vid Handelshögskolan i Stockholm. Nobelpris i ekonomi 1977.
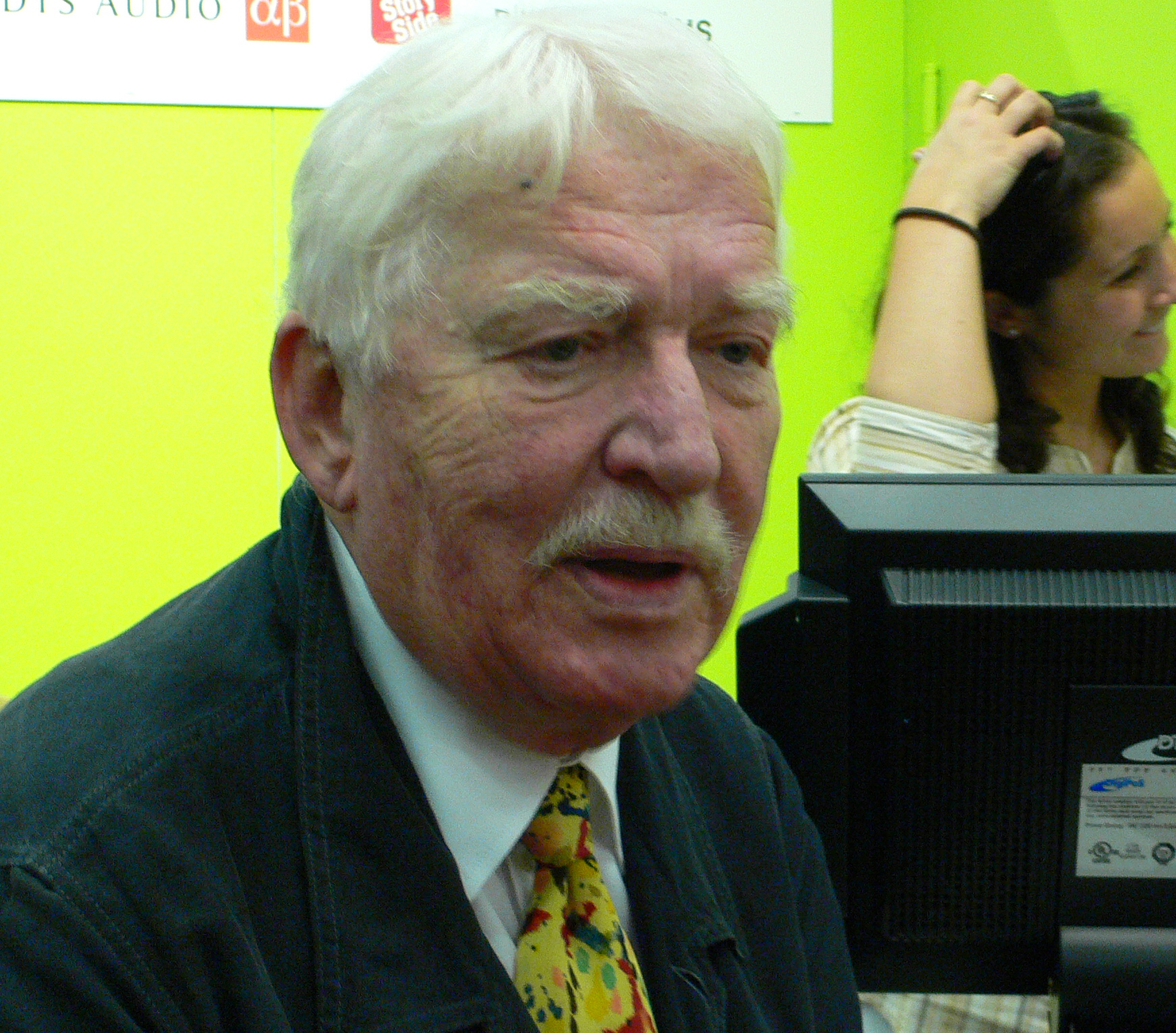
Komikern och skådespelaren Hasse Alfredson.
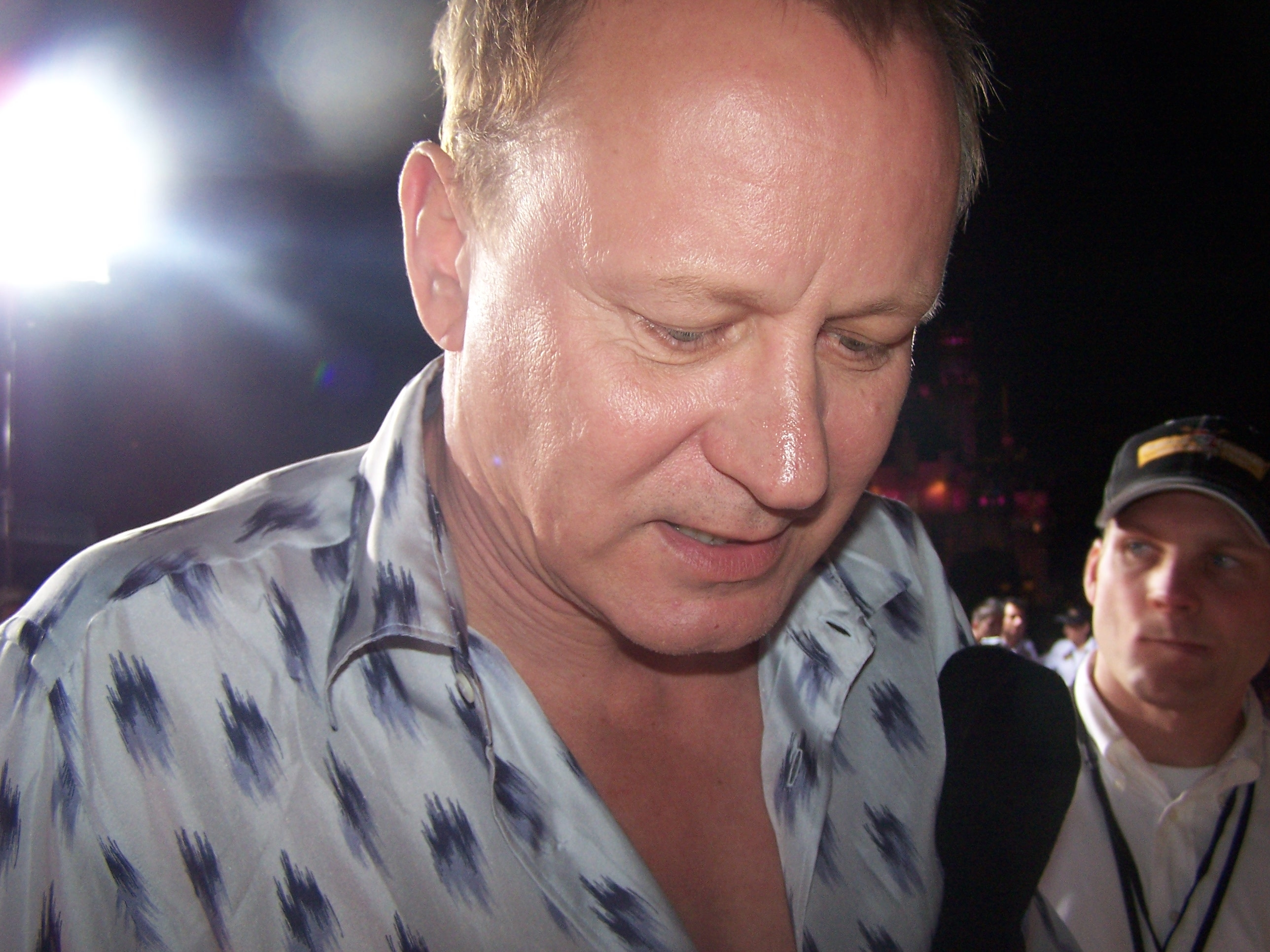
Skådespelaren Stellan Skarsgård.

## Kända lärare
- Sten Carlsson, professor i historia, läroboksförfattare
- Daniel Fryklund, musikforskare, donator
- Stellan Sundahl, komiker och programledare